# Дмитренко Руслан Григорович
Русла́н Григо́рович Дмитре́нко (* 22 березня 1986) — український спортсмен-легкоатлет, рекордсмен України, спеціалізується в спортивній ходьбі на 20 кілометрів. Дворазовий срібний призер Універсіади у Казані, володар кубка Світу 2014 року, бронзовий призер чемпіонату Європи з легкої атлетики (2014).
Представляє команду Донецької області, до російсько-української війни проживав в Донецьку.

## Життєпис
На Чемпіонаті світу-2011 в спортивній ходьбі на 20 кілометрів зайняв 7 місце.
Представляв Україну на Літніх Олімпійських іграх 2012 року.

### Універсіада 2013
На літній Універсіаді, яка проходила з 6-о по 17-е липня у Казані, Руслан предсталяв Україну у двох дисциплінах та завоював дві срібні нагороди. В індивідуальних змаганнях зі спортивної ходьби на 20 кілометрів українець був другим (1:20:54), поступившись лише представникові Росії Андрію Кривову (1:20:47). Бронзову медаль здобув також росіянин Денис Стрелков.
У командних змаганнях разом з Дмитренком Україну представляли Іван Лосев, Ігор Главан та Назар Коваленко. Українські атлети показали другий результат 4 години 08 хвилин 09 секунд, поступившись лише росіянам (4:04:31), але істотно випередивши команду Канади (4:20.35).

### Кубок Світу зі спортивної ходьби 2014
В китайському місті Тайцан Руслан здобув перемогу на дистанції 20 км, встановивши Національний рекорд 1:18:37.

### Чемпіонат Європи з легкої атлетики 2014
В травні 2020-го було переглянуто результати чемпіонату Європи, в рамках чого було дискваліфіковано росіянина Олександра Іванова, а Руслан Дмитренко отримав бронзову медаль.

## Виступи на Олімпіадах
| Олімпіада   | Дисципліна   | Результат | Місце |
| Лондон 2012 | ходьба 20 км | 1.23,21   | 30    |
| Ріо 2016    | ходьба 20 км | 1.21,40   | 16    |

## Допінг
27 лютого 2019 Руслан Дмитренко був дискваліфікований до 4 травня 2020 за порушення антидопінгових правил з анулюванням усіх результатів спортсмена, показаних за період з 14 серпня 2009 до 3 серпня 2012. Звістка про початок антидопінгового розслідування з'явилась незадовго до Командного чемпіонату світу-2018, в якому спортсмен мав брати участь і від якого він відмовився.

## Державні нагороди
- Орден Данила Галицького (25 липня 2013) — за досягнення високих спортивних результатів на XXVII Всесвітній літній Універсіаді в Казані, виявлені самовідданість та волю до перемоги, піднесення міжнародного авторитету України[7]